# Мёртвая петля
Мёртвая петля — в авиации фигура сложного пилотажа в виде замкнутой петли, в России известная также как «петля Нестерова».
Представляет собой замкнутую петлю в вертикальной плоскости. Петля называется «правильной», если все точки её траектории лежат в одной вертикальной плоскости.

## История
Своё название — «мёртвая» — получила из-за того, что некоторое время была рассчитана только теоретически на бумаге и практически не выполнялась. 
Первые попытки выполнить эту фигуру пилотажа осуществлялись на заре авиации на самолётах, которые не выдерживали возникающих при этом перегрузок и разрушались, пилоты обычно не выживали. 
Впервые в мире фигура была выполнена 27 августа (9 сентября) 1913 года в Киеве над Сырецким полем лётчиком П. Н. Нестеровым на моноплане Ньюпор-4 (Nieuport IV.G) с двигателем «Гном Gamma» в 70 лошадиных сил. 
До Нестерова горизонтальные развороты на самолётах делали без крена — «блинчиком»; заслуга Нестерова в том, что он начал использовать подъёмную силу крыла для манёвра и в горизонтальной, и в вертикальной плоскостях. 
Нестеров так доверял своим расчётам, что перед выполнением «мёртвой петли» не пристегнулся ремнями к самолёту. Расчёты оказались правильными, и в верхней точке петли он не выпал, как предостерегали некоторые, — центробежная сила прижимала лётчика к сиденью. 
Этим манёвром Нестеров положил начало высшему пилотажу.

### «Петля Пегу»
В мире нет единого мнения относительно того, кто был первым исполнителем данной фигуры. В частности, во Франции и ряде других западноевропейских стран принято считать, что это был французский пилот Адольф Пегу (Célestin Adolphe Pégoud), выполнивший трюк 6 сентября 1913 года на самолёте «Блерио XI» (Blériot XI). Причина в том, что Пегу был довольно популярным лётчиком, известным своим шоу, в то время как Нестеров был малоизвестным военным. В России считается, что Пегу выполнил не «мёртвую петлю», а S-образную фигуру, на короткое время оказавшись головой вниз.

## Память
- Памятник П. Н. Нестерову, с символической петлёй, установлен в Киеве, на проспекте Победы, возле завода «Антонов».
- В честь столетия исполнения петли Национальный банк Украины выпустил памятную монету номиналом пять гривен[4].
- В честь столетней годовщины исполнения петли 9 сентября 2013 года были изменены логотипы поисковиков Google Россия и Яндекс[5].
- Памятный знак «Петля Нестерова» открыт в г. Барановичи в сквере имени лётчика дважды Героя Советского Союза Михаила Степанищева, 3 мая 2019 года.
- В честь фигуры сложного пилотажа названа советская и российская рок-группа «Петля Нестерова».